# ざしきわらし (お笑いコンビ)
ざしきわらしは、マセキ芸能社に所属していた日本の元お笑いコンビ。

## メンバー
時椿 ユウタ（ときつばき ユウタ、1986年1月20日 - ） （39歳）
新潟県長岡市出身。
新潟県立長岡大手高等学校、立正大学卒業。
身長177cm、体重71kg、血液型B型。
本名：田村 悠太（たむら ゆうた）。
ツッコミ担当、立ち位置は向かって左。
野球選手の「内川聖一」のモノマネタレント「うちっかわ」としても活動していた。　
東京NSC14期生。
2024年現在はサスケと共に「プリッとChannel」の「あごキング」として活動中。2021年6月頃からプリッとChannelへの出演頻度が急激に低下しSNSの更新も途絶えていたが、同月28日に投稿された動画内で、既婚者であり子供がいること、療養ではなく家族と過ごすために長期的な休暇を取っていることが報告された。そして2021年9月17日をもってプリッとChannelに復帰した。
時椿 サスケ（ときつばき サスケ、1983年5月20日 - ） （41歳）
埼玉県秩父市出身。
秩父市立秩父第一中学校、日本福祉教育専門学校卒業。
身長174cm、体重74kg、血液型A型。
本名：宮城 和行（みやぎ かずゆき）。
ボケ担当、立ち位置は向かって右。
コント上ではオカマキャラを演じる事がある。
東京NSC14期生。
2024年現在はユウタ共に「プリッとChannel」の「Sasuke」として活動中。

## 芸風
主な芸風は、ボケ担当の、時椿サスケのオカマキャラを利用したネタや、音楽を利用したネタ等がある。

## 来歴
- 2009年結成[5]。
- 2013年当時所属していた、よしもとクリエイティブ・エージェンシーを退社[6]。
- 2013年頃からマセキ芸能社に所属する。
- 2017年、ツッコミ担当の時椿ユウタが芸人を辞める事を決断し、解散[5]。
- 解散後、ボケ担当の時椿サスケがYouTubeチャンネル「SasukeTV 」として活動を始める[7]。
- 2024年5月現在、サスケが開設したチャンネルはチャンネル登録者数150万人を超え、サスケ・ユウタと芸人・元芸人メンバー（三戸キャップなど）を加え7人で「プリッとChannel」として活動中[8][7]。

## 賞レース成績
- 2016年、マセキ芸能社若手お笑いバトル優勝。‐FRESH LIVE
- 2016年、M-1グランプリ二回戦進出[9]。

## 出演

### テレビ
- あらびき団（TBS系列、2010年3月24日、5月4日、8月3日、2011年3月8日、8月16日、9月6日）
- 森田一義アワー 笑っていいとも!（フジテレビ系列、2010年10月1日）
- めざましテレビ（フジテレビ系列、2010年12月7日）
- ピラメキーノ（テレビ東京系列、2011年6月17日）
- 新進気鋭（日本テレビ、2012年5月5日）
- 業界トップニュース（テレビ朝日、2012年6月24日）
- くりぃむナンチャラ「ミニスカート陸上2014秋」（テレビ朝日系列、2014年9月20日） - サスケのみ
- 雨上がり決死隊のトーク番組アメトーーク!「ザキヤマ&フジモンがパクりたい－1グランプリ」（テレビ朝日系列、2015年1月15日）[10]
- 前略、西東さん（中京テレビ、2016年10月29日）

### ラジオ
- 決戦!お笑い有楽城（ニッポン放送）

### MV
- 「帰る場所」（HY）

### FRESHLIVE
- ざしきわらし帝国 - 国民（フォロワー）増加計画[注 1] - FRESH LIVE

等に出演していた。